# 23066 Іхедун
23066 Іхедун (23066 Yihedong) — астероїд головного поясу, відкритий 7 грудня 1999 року.
Тіссеранів параметр щодо Юпітера — 3,310.
Названо на честь американського призера конкурсу Intel International Science and Engineering Fair Іхе Дун, яка перемогла у 2007 році.